# Гуго Юнкерс
Гуго Юнкерс (нім. Hugo Junkers; 3 лютого 1859 — 3 лютого 1935) — німецький інженер, винахідник і авіаконструктор, професор. Засновник компанії «Junkers & Co», автор низки винаходів в різних галузях техніки.

## Біографія

### Дитинство і юність
Гуго Юнкерс народився 3 лютого 1859 року в прусському Райдті (нині частина Менхенгладбаха), Рейнська провінція. Він був третім з семи синів в сім'ї Генріха і Луїзи Юнкерс. Генріх Юнкерс володів невеликою текстильною компанією, тому сім'я була досить забезпеченою. Мати Гуго померла, коли йому було десять років.
У 1867 році Гуго пішов до початкової школи Райдта. У 1873 році його батько знову одружився. У 1874 році Гуго закінчив школу і в наступному році вступив в ремісниче училище в місті Бармен, яке закінчив у 1878 році.

### Зрілі роки
Гуго Юнкерс заклав фундамент фірми Бош-Термотехніка, заснувавши в 1895 році в місті Дессау фірму «Junkers & Co.» для виробництва газових приладів (з 1992 року в Дессау існує технічний музей Гуго Юнкерса).
Гуго Юнкерс став професором Аахенської вищої технічної школи. У 1895 році заснував фабрику з виробництва газових приладів в Дессау. До 1904 року фабрика випускає вже 19 моделей приладів. До водонагрівачів додалися охолоджувачі, а також вентиляційне обладнання.
У 1915 році з'являється перший суцільнометалевий літак розробки Юнкерса. Подальші розробки моделей літаків йдуть в напрямку створення універсального літака для перевезення вантажів і пасажирів — втілення мрії Юнкерса про те, що цивільна авіація дозволить людям швидше долати відстані, що поліпшить контакти між націями і знизить напруженість у світі. У 1925 році підприємство Junkers в союзі з компанією Deutsche Aero Lloyd організувало фірму Lufthansa.

## Винаходи та розробки
У 1911 році Гуго Юнкерс стає лідером за кількістю офіційно зареєстрованих патентів.
- Патент на калорифер — прообраз сучасної газової колонки.
- Патенти на різні способи обробки листового металу.
- Розробка першого в світі суцільнометалевого літака.
- Перший серійний пасажирський літак Ju 52.

## Нагороди
- Залізний хрест 2-го класу на біло-чорній стрічці для некомбатантів
- Почесний щит Бунзена-Петтенкоффера
- Медаль Вільгельма Екснера (1927)
- Медаль Вернера фон Сіменса (1930)
- Кільце Сіменса
- Золота медаль Заслуг австрійського аероклубу